# Praxibulus ulnaris
Praxibulus ulnaris är en insektsart som beskrevs av Sjöstedt 1921. Praxibulus ulnaris ingår i släktet Praxibulus och familjen gräshoppor. Inga underarter finns listade i Catalogue of Life.